# Qimivvik
Qimivvik, tidigare benämnd Emmerson Island, är en ö i Kanada.   Den ligger i territoriet Nunavut, i den nordöstra delen av landet, 3 000 km norr om huvudstaden Ottawa. Arean är 77 kvadratkilometer.
Terrängen på Qimivvik är kuperad. Öns högsta punkt är 661 meter över havet. Den sträcker sig 11,8 kilometer i nord-sydlig riktning, och 12,4 kilometer i öst-västlig riktning.
Trakten runt Qimivvik består i huvudsak av gräsmarker.